# Manuel António dos Santos
Manuel António dos Santos este un om politic portughez, membru al Parlamentului European în perioada 1999-2004 din partea Portugaliei.
1. 1 2  Deputații în Parlamentul European
2. 1 2  Deputații în Parlamentul European